# Egerium
Das Egerium (auch Eger-Stufe, Egerien oder verkürzt Eger genannt) ist eine regionale chronostratigraphische Stufe und die Oligozän/Miozän-Grenze im zentralen Paratethys-Bereich. Sie wird etwa mit dem oberen Teil der internationalen chronostratigraphischen Stufe des Chattiums und mit der gesamten Aquitanium-Stufe korreliert. Das Egerium entspricht in absoluten Zahlen etwa dem Zeitraum von 25,8 bis  20,3 Millionen Jahren. In der zentralen Paratethys wird die regionale Stufe des Egerium von der regionalen Stufe des Kiscellium unter- und von der regionalen Stufe des Eggenburgium überlagert.

## Namengebung und Stratotyp
Die Stufe ist nach der Stadt Eger in Ungarn benannt, in deren Nähe auch das Typprofil (Stratotyp) liegt. Der Name und die Stufe wurde 1968 gemeinsam von dem ungarischen Geologen Tamás Báldi und dem tschechischen Geologen Ján Senes vorgeschlagen.

## Definition
Die untere Grenze ist im Paratethys-Bereich mit dem Einsetzen der Foraminiferen-Arten Miogypsina formosensis und Miogypsina septentrionalis definiert. Die Obergrenze bildet das Einsetzen einer typischen Kammmuschel-Fauna, die bereits in das Eggenburgium zu stellen ist. Sie entspricht daher dem oberen Teil der internationalen chronostratigraphischen Chattium-Stufe und der gesamten Aquitanium-Stufe.